# Malaysia International Series
Die Malaysia International Series sind offene internationale Meisterschaften von Malaysia im Badminton. Sie wurden erstmals 2017 ausgetragen. Das Turnier ist nicht zu verwechseln mit den Malaysia International.

## Sieger
| Saison    | Herreneinzel                   | Dameneinzel       | Herrendoppel                                 | Damendoppel                                  | Mixed                                        |
| --------- | ------------------------------ | ----------------- | -------------------------------------------- | -------------------------------------------- | -------------------------------------------- |
| 2017      | Loh Kean Yew                   | Kisona Selvaduray | Lee Jian Yi Lim Zhen Ting                    | Soong Fie Cho Tee Jing Yi                    | Yantoni Edy Saputra Marsheilla Gischa Islami |
| 2018      | Cupu Gatjra Piliang Fiqihila   | Kisona Selvaduray | Ko Sung-hyun Shin Baek-cheol                 | Payee Lim Peiy Yee Thinaah Muralitharan      | Andika Ramadiansyah Romadhini Bunga Fitriani |
| 2019      | Soong Joo Ven                  | Sri Fatmawati     | Leo Rolly Carnando Daniel Marthin            | Thinaah Muralitharan Pearly Tan              | Amri Syahnawi Pia Zebadiah                   |
| 2020 2021 | nicht ausgetragen              | nicht ausgetragen | nicht ausgetragen                            | nicht ausgetragen                            | nicht ausgetragen                            |
| 2022      | Syabda Perkasa Belawa          | Gao Fangjie       | Chen Boyang Liu Yi                           | Liu Shengshu Tan Ning                        | Cheng Xing Chen Fanghui                      |
| 2023      | Ikhsan Leonardo Imanuel Rumbay | Insyirah Khan     | M. Fazriq Mohamad Razif Wong Vin Sean        | Isyana Syahira Meida Rinjani Kwinara Nastine | Loo Bing Kun Cheng Su Yin                    |
| 2024      | Richie Duta Richardo           | Siti Zulaikha     | Emanuel Randhy Febryto Reza Dwicahya Purnama | Lin Fangling Zhou Xinru                      | Shang Yichen Lin Fangling                    |